# Dagmar Schlingmann
Dagmar Schlingmann (* 6. Juni 1960 in Kempen) ist eine deutsche Regisseurin und Intendantin.

## Leben
Schlingmann studierte Theaterwissenschaft, Germanistik und Philosophie an der Universität zu Köln. Erste Erfahrungen am Theater sammelte sie als Regieassistentin und Dramaturgin unter B. K. Tragelehn, Manfred Karge und Dimiter Gotscheff.
Seit 1986 arbeitet Schlingmann als Regisseurin und inszenierte unter anderem in Köln, Kassel, Luxemburg und in Hannover. 1998 bis 2001 war sie Schauspieldirektorin am Landestheater Linz, 2001 bis 2006 Intendantin am Stadttheater Konstanz und 2006 bis 2017 Generalintendantin des Saarländischen Staatstheaters in Saarbrücken. Seit der Spielzeit 2017/18 ist sie Generalintendantin des Staatstheaters Braunschweig.
Dagmar Schlingmann vernetzte das Saarbrücker Dreispartenhaus mit Kooperationspartnern wie den Ruhrfestspielen Recklinghausen, der Finnischen Nationaloper in Helsinki, der English National Opera in London, dem Théâtre National du Luxembourg und den Musikfestspielen Saar. Mit dem von der EU unterstützten Netzwerk TOTAL THEATRE, das sechs Theaterpartner der Großregion aus Luxemburg, Frankreich, Belgien und Deutschland verbindet, wurde der europäische Gedanke nachhaltig im Programm des Theaters verankert. In der Spielzeit 2008/2009 wurde das Theater für das „Beste Opernprogramm“ durch den Verband der Deutschen Theaterverlage ausgezeichnet.

## Inszenierungen (Auswahl)
- Baal – Bertolt Brecht (1997/1998)
- Macbeth – William Shakespeare (1999/2000)
- Kasimir und Karoline – Ödön von Horváth (2000/2001)
- Sommergäste – Maxim Gorki (2002/2003)
- Die Jungfrau von Orléans – Friedrich Schiller (2003/2004)
- Bambiland – Elfriede Jelinek (2004/2005)
- Die Wildente – Henrik Ibsen (2004/2005)
- Richard III. – William Shakespeare (2005/2006)
- La traviata – Giuseppe Verdi (2007/2008)
- Der Menschenfeind – Molière (2008/2009)
- Der Barbier von Sevilla – Gioacchino Rossini (2008/2009)
- Faust – Johann Wolfgang von Goethe (2009/2010)
- Maria Magdalena – Friedrich Hebbel (2009/2010)
- Hamlet – William Shakespeare (2010/2011)
- Rigoletto – Giuseppe Verdi (2011/2012)
- Die Dreigroschenoper – Bertolt Brecht (2013/2014)
- Tosca – Giacomo Puccini (2013/2014)
- Die englische Katze – Hans Werner Henze (2016/2017)
- Haus der gebrochenen Herzen – George Bernard Shaw (2017/18)
- Koma – Georg Friedrich Haas (2023/2024)

## Ehrungen
Dagmar Schlingmann wurde am 4. Februar 2017 mit dem Saarländischen Verdienstorden ausgezeichnet.